# Teodor Ziegler
Teodor Juliusz Ziegler (ur. 13 marca 1907 w Łodzi, zm. 6 sierpnia 1991 tamże) – łódzki turysta i krajoznawca, działacz turystyczny.

## Praca zawodowa
Po ukończeniu Gimnazjum Humanistycznego B. Brauna w Łodzi w 1926 rozpoczął pracę w biurze Spółki Zakładów Bawełnianych Ludwika Geyera i awansując tam do stanowiska prokurenta pracował do wojny.
Na początku hitlerowskiej okupacji, w 1940 za odmowę podpisania volkslisty został zwolniony z tej pracy. Hitlerowski Urząd Pracy – Arbeitsamt – skierował go do pracy w browarze w Łodzi jako pomocnika woźnicy. Pracował tam przez całą okupację.
Po wojnie pozostał w tym browarze, pracując tam do 1946 jako zastępca kierownika działu transportu.
Po 1946 powrócił do pracy w przemyśle włókienniczym, pełniąc kierownicze role w administracji zakładów najpierw w Zakładach Przemysłu Jedwabniczego im. W. Wróblewskiego a potem w Fabryce Firanek i Koronek w Łodzi, w której pracował do chwili przejścia na emeryturę.

## Pozazawodowe działania społeczne w sporcie, turystyce i krajoznawstwie
W latach 1926–1939 był członkiem Klubu Sportowego "Geyer", uprawiał lekkoatletykę. Od 1934 należał do sekcji narciarskiej Polskiego Związku Narciarskiego w Krakowie. Narciarstwo uprawiał zarówno na nizinach jak i w górach, rokrocznie biorąc udział w 10-dniowych obozach narciarskich w Zwardoniu, Sławsku i Woszochcicach.
Od 1929 należał do Polskiego Towarzystwa Krajoznawczego (PTK) a od 1931 do Polskiego Towarzystwa Tatrzańskiego (PTT).
Po wojnie w 1946 zgłosił się do Polskiego Towarzystwa Krajoznawczego, a w 1948 na Walnym Zgromadzeniu został wybrany w skład Zarządu Oddziału Łódzkiego PTK.
Po połączeniu PTK z PTT w Łodzi od 1951 w Polskie Towarzystwo Turystyczno-Krajoznawcze (PTTK) został wybrany w skład Zarządu Oddziału PTTK, i pełnił w nim społeczną funkcję skarbnika do 1958.
W tym samym czasie pełnił też funkcję przewodniczącego Okręgowej Komisji Turystyki Pieszej w Zarządzie Okręgu PTTK w Łodzi.
W latach 1951–1962 wielkie zapotrzebowanie na doświadczonych działaczy spowodowało, że pełnił funkcje jednocześnie w kilku komisjach: w Komisji Pieszej a w niektórych kadencjach także Górskiej, a dodatkowo w Komisjach Problemowych: w Komisji Krajoznawczej Zarządu Głównego i w Sądzie Koleżeńskim.
W 1954 zorganizował i prowadził Koło PTTK przy Zakładach Jedwabniczych im. Gen. W. Wróblewskiego. Do 1959 Koło szczyciło się dużą ilością członków, organizowanymi licznymi wycieczkami i udziałem w wielu rajdach m.in. co roku w Rajdzie Włókniarzy.
W latach 1960–1962 przewodniczył Oddziałowej Komisji Turystyki Pieszej. W tym czasie z Jego inspiracji powstał w Oddziale Klub Turystów Pieszych "Salamandra" oraz rozpoczęto organizowanie wśród młodzieży szkolnej "Rajdu na raty". Kuratorium Łódzkie wyrażało się bardzo przychylnie o tej imprezie.
W latach 1963–1971 przewodniczył największemu skupisku łódzkich piechurów należących do Koła Terenowego Pieszych Oddziału Łódzkiego.
Koło oprócz niedzielnych wycieczek urządzało rajdy, jak np. "Jesień Pieszych".
W czasie wieloletniej działalności w Polskim Towarzystwie Turystyczno-Krajoznawczym był inicjatorem i organizatorem wielu rajdów, wycieczek, złazów – we wszystkich brał czynny udział, często był kierownikiem grupy. Te imprezy pokazywały urodę wielu ciekawych i mało znanych miejsc i regionów naszego kraju.
Posiadał uprawnienia Przodownika Turystyki Pieszej oraz Przodownika Turystyki Górskiej.
Był Honorowym Przodownikiem Turystyki Górskiej (od l960) i Honorowym Przodownikiem Turystyki Pieszej (od 1967).

## Odznaczenia
Za wieloletnią pracę zawodową i społeczną został odznaczony:
- Złoty Krzyż Zasługi (1969),
- Krzyż Kawalerski Orderu Odrodzenia Polski (1975),
- Honorowa Odznaka Miasta Łodzi (1969),
- Srebrna odznaka „Zasłużony Pracownik Przemysłu Lekkiego” (1972),
- Złota Honorowa Odznaka PTTK (1960),
- Medal "Za Zasługi w Kulturze Fizycznej i Turystyce" (1964),
- Odznaka „Zasłużony Działacz Turystyki” (1966),
- Medal Aleksandra Janowskiego (1968),
- Brązowy medal „Za zasługi dla obronności kraju” (1975),
- Medal XXV-lecia Oddziału PTTK (1975),
- Odznaka Za Zasługi dla Zarządu Wojewódzkiego PTTK w Łodzi (1979),
- Medal XXX-lecia Komisji Turystyki Pieszej (1982),
- Medal 100-lecia Turystyki Polskiej (1982).

## Śmierć i miejsce pochówku
Zmarł w dniu 6 sierpnia 1991 w Łodzi. Spoczywa na Starym Cmentarzu przy ul. Ogrodowej w Łodzi w części ewangelickiej, (z lewej strony kaplicy przedpogrzebowej).